# Aldea del Fresno
Aldea del Fresno è un comune spagnolo di 1 538 abitanti situato nella comunità autonoma di Madrid.